# Mocksville (Karolina Północna)
Mocksville – miasto w Stanach Zjednoczonych, w stanie Karolina Północna, siedziba administracyjna hrabstwa Davie.